# Nick Boulle
Pas d'image ? Cliquez ici
Nick Boulle (Nicholas Bernard Wilkie Boulle), né le 28 mars 1989 à Dallas, est un athlète, bijoutier, entrepreneur et pilote automobile américain.

## Carrière
En 2018, Nick Boulle participe à la manche inaugurale du championnat WeatherTech SportsCar Championship, les 24 Heures de Daytona, avec l'écurie AFS/PR1 Mathiasen Motorsports au volant d'une Ligier JS P217. Il finit la course en 19e position à 37 tours du vainqueur. Il participe également à la dernière manche du championnat, le Petit Le Mans, mais cette fois-ci avec une Oreca 07 de l'écurie Performance Tech Motorsports. Il doit abandonner avant l'arrivée. Afin d'agrémenter sa saison, il participe, pour la première fois de sa carrière, au 24 Heures du Mans avec l'écurie Jackie Chan DC Racing au volant d'une Ligier JS P217. Pour cette 1re participation, il réalise le double tour d'horloge pour finir à une 12e position au classement général à plus de 33 tours du vainqueur.
En 2019, Nick Boulle, fort de son expérience dans les courses IMSA dans la catégorie prototype avec les écuries AFS/PR1 Mathiasen Motorsports et Performance Tech Motorsports, s'engage avec l'écurie américaine Park Place Motorsports au volant d'une Porsche 911 GT3 R dans le championnat WeatherTech SportsCar Championship en catégorie GTD pour les quatre manches de la Michelin Endurance Cup (24 Heures de Daytona, 12 Heures de Sebring, 6 Heures de Watkins Glen et les Petit Le Mans). Il finit en 8e position aux 24 Heures de Daytona et aux 12 Heures de Sebring. Pour compléter sa saison, il s'engag également avec l'écurie française Larbre Compétition afin de participer aux 6 Heures de Spa et aux 24 Heures du Mans.

## Palmarès

### 24 Heures du Mans
| Année | Équipe                | Coéquipiers                | Voiture               | Classe | Tours | Pos. | Class Pos. |
| ----- | --------------------- | -------------------------- | --------------------- | ------ | ----- | ---- | ---------- |
| 2018  | Jackie Chan DC Racing | David Cheng Pierre Nicolet | Ligier JS P217-Gibson | LMP2   | 355   | 12e  | 8e         |
| 2019  | Larbre Compétition    | Erwin Creed Romano Ricci   | Ligier JS P217-Gibson | LMP2   | 355   | 17e  | 12e        |

### Championnat WeatherTech SportsCar
| Année | Ecurie                        | Châssis           | Moteur                              | Classe | 1      | 2     | 3   | 4   | 5   | 6   | 7   | 8   | 9   | 10       | 11  | Position | Points |
| ----- | ----------------------------- | ----------------- | ----------------------------------- | ------ | ------ | ----- | --- | --- | --- | --- | --- | --- | --- | -------- | --- | -------- | ------ |
| 2018  | AFS/PR1 Mathiasen Motorsports | Ligier JS P217    | Gibson GK428 4,2 l V8 atmosphérique | P      | DAY 12 |       |     |     |     |     |     |     |     |          |     | 44e      | 36     |
| 2018  | Performance Tech Motorsports  | Oreca 07          | Gibson GK428 4,2 l V8 atmosphérique | P      |        | SEB   | LBH | MOH | BEL | WGL | MOS | ELK | LGA | ATL Abd. |     | 44e      | 36     |
| 2019  | Park Place Motorsports        | Porsche 911 GT3 R | Porsche 4,0 l Flat-6 Atmo           | GTD    | DAY 8  | SEB 8 | MOH | BEL | WGL | MOS | LIM | ELK | VIR | LGA      | ATL | 19e*     | 49*    |

N.B. * : Saison en cours. Les courses en gras indiquent une pole position, les courses en italique indiquent le meilleur tour de course.

### Championnat du monde d'endurance FIA
| Année     | Écurie                | Voiture        | Moteur                     | Classe | 1   | 2     | 3   | 4   | 5   | 6   | 7     | 8   | Position | Points |
| --------- | --------------------- | -------------- | -------------------------- | ------ | --- | ----- | --- | --- | --- | --- | ----- | --- | -------- | ------ |
| 2018-2019 | Jackie Chan DC Racing | Ligier JS P217 | Gibson GK428 4,2 L V8 Atmo | LMP2   | SPA | LMS 8 |     |     |     |     |       |     | 20e*     | 6*     |
| 2018-2019 | Larbre Compétition    | Ligier JS P217 | Gibson GK428 4,2 L V8 Atmo | LMP2   |     |       | SIL | FUJ | SHA | SEB | SPA 8 | LMS | 20e*     | 6*     |

N.B. * : Saison en cours. Les courses en gras indiquent une pole position, les courses en italique indiquent le meilleur tour de course.

## Vie privée
Nick Boulle est diplômé de l'Université méthodiste du Sud et a obtenu son BAA de la Cox School of Business. Pendant plusieurs années, il a concouru avec l'équipe cycliste élite Elbowz Racing et a été médaillé aux championnats NCAA nationaux de cyclisme. Après l’université, il a fondé une société de marketing numérique appelée WowBirds et a commencé en 2015 à travailler pour l’entreprise de sa famille, de Boulle Diamond & Jewelry,.